# 联合国叙利亚监督团
联合国叙利亚监督团（英文简写：UNSMIS）是联合国为解决叙利亚危机所采取的一次维和行动。根据2012年安理会2043号决议而设立。挪威将军Robert Mood担任监督团队负责人。由于冲突一直在持续着并且扩大化的缘故，2012年6月16日，监督团暂停监督任务。
2012年7月20日，安理会一致通过由英国、法国、德国和葡萄牙提交的将监督团的任期延长30天的第2059号议案。人数规模减半为150人，来自塞内加尔的盖伊中将接替Robert Mood担任最后一个月的监督团负责人。8月20日，监督团任期正式结束，监督员基本撤离叙利亚。

## 人员组成
安理会2043号决议授权总计304名军事监督员（非武装的）。截止2012年6月14日，监督团包括298名军事监督员、82名国际平民职员与30名当地平民职员。军事人员来自于 阿根廷、 亞美尼亞、 、 、 巴西、 布吉納法索、 、 柬埔寨、 、 中华人民共和国、 、 捷克、 丹麦、 、 埃及、 斐济、 芬兰、 法國、 德国、 、 、 印度尼西亞、 愛爾蘭、 義大利、 约旦、 、 、 马拉维、 毛里塔尼亚、 摩洛哥、 尼泊尔、 荷蘭、 新西兰、 奈及利亞、 尼日尔、 、 挪威、 巴拉圭、 菲律賓、 羅馬尼亞、 俄羅斯、 塞内加尔、 斯洛維尼亞、 南非、 瑞士、 、 乌拉圭、 越南、 葉門和 辛巴威。

## 联络办公室
8月16日，安理会决定在大马士革设立联合国联络办公室，以便在监督团期满后联合国能在叙利亚继续开展相关工作，并继续为叙利亚民众提供援助和支持。